# Иванников, Евгений Валерьевич
Евге́ний Вале́рьевич Ива́нников (род. 29 апреля 1991 года, Ленинград) — российский хоккеист. Игрок клуба СКА, выступающего в КХЛ.
Сын хоккейного вратаря Валерия Иванникова. Воспитанник петербургского СКА, выступал за команды системы клуба — СКА-2, «СКА-1946», ХК ВМФ. Участник Кубка вызова МХЛ (2010, 2012).
17 июня 2013 года был выбран «Адмиралом» на драфте расширения. Проведя в клубе один сезон, в сентябре 2014 года вернулся в СКА, где стал игроком основного состава. 24 декабря, в ходе обмена, перешёл в «Ладу». Сезон 2015/16 отыграл за московский «Спартак». 2 июня 2016 года в обмен на денежную компенсацию вернулся в СКА. 21 декабря подписал двусторонний контракт до конца сезона. По итогам сезона стал чемпионом России и обладателем Кубка Гагарина. 26 апреля 2017 продлил односторонний контракт, а 5 июня был обменян в «Ладу» на права на Петера Цегларика. В мае 2018 продлил контракт на год, был обменян в СКА на денежную компенсацию и через несколько дней вместе с Андреем Чуркиным обменян на Никиту Зоркина в «Югру». 14 июля 2020 года подписал двусторонний контракт на один сезон с «Нефтехимиком». 20 апреля 2021 года продлил контракт, 29 ноября соглашение было расторгнуто. Провел 11 матчей за словацкий клуб «Липтовски-Микулаш». 27 декабря подписал контракт со СКА.